# Dragan Gajič
Dragan Gajič (Celje, Slovenija, 21. srpnja 1984.) je slovenski rukometaš i nacionalni reprezentativac. Igrač je visok 1,88 m te trenutno nastupa za madžarski Veszprem. Gajič je sa slovenskom reprezentacijom na Europskom prvenstvu u Srbiji 2012. osvojio 6. mjesto u utakmici protiv Makedonije. 